# Claude Coppens
Pour les articles homonymes, voir Claude et Coppens.
Claude Coppens, né à Schaerbeek le 23 décembre 1936, est un pianiste et compositeur autodidacte  belge. Il a été professeur au Conservatoire royal de Gand.

## Biographie
Claude Coppens a effectué ses études auprès de Marcel Maas au Conservatoire royal de Bruxelles et à Paris auprès de Marguerite Long et Jacques Février. En 1960 il obtient le diplôme de docteur en droit à la Vrije Universiteit de Bruxelles.
Il fut lauréat du Concours Marguerite Long en 1955, du Concours musical Reine Elisabeth en 1956 et du Concours international de piano  Villa-Lobos en 1957.
En 1990, il reçut le Prix de la Culture de la Ville de Gand pour sa carrière musicale.

## Œuvres

### Orchestre
- Quatre ballades jaunes - version A (Extraites des « Premières chansons ») (1961)
- Homage to the Miners (1985)

### Ensemble instrumental
- Symétries (1961)
- Quatre ballades jaunes - version B (Extraites des "Premières chanson") (1967)
- Portrait of the artist as a young-old man (1982)
- ... un coup de des jamais n'abolira le hasard ... (1984)
- Sweet murderers of men (1994)

### Chœur
- Gedichtje van Sint-Niklaas (cantate) (1972)

### Musique de chambre
- Le Tombeau d'Anton Webern (1966)
- Saxofoonkwartet (1980)
- Sonata voor fluit solo of met cello (1981-1982)
- Skiai (1982)
- ...und alle Fragen offen (1983)
- The taming of the Shrewd (1985)
- Harp-agony, or the harp's sick chords (1991)
- Roei 1 (1991)
- ...l'ombre que tu devins... (impromptu en E) (1992)
- Roei 2 (1993)
- D.L.A. (Diffusion Limited Aggregate fractal) (1994)

### Piano
- Série et variations (1958)
- Quatre pièces faciles (1964)
- Étude Concertante : rythme et contrepoint VI-VII (1971)
- Klavierbüchlein (1972)
- Impromptu en D (1982)
- Eine kleine Nachtmaer-musik (1991)
- Fin-de-siècle (étude pour 'Sirènes') (1993)